# Schedae Informaticae
Schedae Informaticae là một tạp chí khoa học và công nghệ của Ba Lan, được xuất bản bởi Đại học Jagiellonian. Tạp chí là nơi xuất bản các công trình nghiên cứu khoa học ở các lĩnh vực lý thuyết khoa học máy tính, ứng dụng khoa học máy tính, cơ sở toán học của khoa học máy tính, ứng dụng của các phương pháp toán học trong khoa học máy tính, toán tính toán và số. Tạp chí xuất bản bằng tiếng Anh và tiếng Ba Lan, một năm có một tập. Năm 2018, tạp chí chỉ còn xuất bản bản điện tự

## Mã số xuất bản
- ISSN: 0860-0295 (bản in)
- eISSN: 2083-8476 (bản điện tử)
- GICID: 71.0000.1500.0348
- DOI: 10.4467
- Nhà xuất bản: Đại học Jagiellonian

## Chỉ số ảnh hưởng
- Chỉ số SJR (Scimago Journal Rank) năm 2019: 0.154[2]
- Chỉ số SNIP (Source Normalized Impact per Paper) năm 2018: 0.189[2]
- Chỉ số Scopus CiteScore năm 2018: 0.37[2]
- Chỉ số H Index năm 2019: 4[3]
- Danh mục tạp chí SCIE năm 2019: Nhóm Q4[3]
- Tính điểm bài báo khoa học theo Bộ Khoa học và Giáo dục Đại học Ba Lan năm 2019: 20
- Schedae Informaticae được lập chỉ mục trích dẫn khoa học ở các cơ sở dữ liệu: BazTech, ERIH Plus, ICI Journals Master List / ICI World of Journals, Worldcat, EBSCO, Cambridge Scientific Abstracts (CSA, Proquest), ZBD, Google Scholar[4]

## Ban biên tập
- Tổng biên tập: Stanisław Migórski
- Phó tổng biên tập: Andrzej Bielecki
- Thư ký biên tập: Krzysztof Misztal